# Aaron Lustig
Aaron Lustig (Los Angeles, 17 settembre 1956) è un attore statunitense.

## Biografia
Vive a Sherman Oaks.

## Filmografia parziale

### Cinema
- Ghostbusters II - Acchiappafantasmi II (Ghostbusters II), regia di Ivan Reitman (1989)
- Darkman, regia di Sam Raimi (1990)
- Edward mani di forbice (Edward Scissorhands), regia di Tim Burton (1990)
- Pazzi a Beverly Hills (L.A. Story), regia di Mick Jackson (1991)
- Una figlia in carriera (I'll Do Anything), regia di James L. Brooks (1994)
- Il mio amico zampalesta (Monkey Trouble), regia di Franco Amurri (1994)
- L'Uomo Ombra (The Shadow), regia di Russell Mulcahy (1994)
- Sotto il segno del pericolo (Clear and Present Danger), regia di Phillip Noyce (1994)
- Scanner Cop II (Scanners: The Showdown), regia di Steve Barnett (1995)
- A proposito di donne (Boys on the Side), regia di Herbert Ross (1995)
- Bad Pinocchio (Pinocchio's Revenge), regia di Kevin S. Tenney (1996)
- Relic - L'evoluzione del terrore (The Relic), regia di Peter Hyams (1997)
- Gun Shy - Un revolver in analisi (Gun Shy), regia di Eric Blakeney (2000)
- Indiavolato (Bedazzled), regia di Harold Ramis (2000)
- The Day After Tomorrow - L'alba del giorno dopo (The Day After Tomorrow), regia di Roland Emmerich (2004)
- Thank You for Smoking, regia di Jason Reitman (2005)
- Transformers - La vendetta del caduto (Transformers: Revenge of the Fallen), regia di Michael Bay (2009)
- Parto col folle (Due Date), regia di Todd Phillips (2010)
- The Rum Diary - Cronache di una passione (The Rum Diary), regia di Bruce Robinson (2011)
- The Five-Year Engagement, regia di Nicholas Stoller (2012)
- Trafficanti, regia di Todd Phillips (2016)

### Televisione
- Star Trek: Voyager – serie TV, un episodio (1995)
- Febbre d'amore (The Young and the Restless) - soap opera, 58 episodi (1996-2012)
- Tre vite allo specchio (If These Walls Could Talk), regia di Nancy Savoca e Cher – film TV (1996)
- Ally McBeal - serie TV, episodio 3x04 (1999)
- Will & Grace - serie TV, episodio 2x08 (1999)
- Beautiful - soap opera, 33 episodi (2001)
- Star Trek: Enterprise - serie TV, episodio 2x12 (2002)
- The Practice - Professione avvocati (The Practice) - serie TV, episodio 8x03 (2003)
- Boston Legal - serie TV, 2 episodi (2004, 2008)
- Senza traccia (Without a Trace) - serie TV, episodio 3x05 (2004)
- Criminal Minds - serie TV, episodio 1x15 (2006)
- Detective Monk - serie TV, episodio 4x16 (2006)
- Nip/Tuck - serie TV, episodio 4x15 (2006)
- Cold Case - Delitti irrisolti (Cold Case) - serie TV, episodio 4x23 (2007)
- NCIS - Unità anticrimine (NCIS) - serie TV, episodio 7x18 (2010)
- Chuck - serie TV, episodio 4x08 (2010)
- Desperate Housewives - serie TV, 3 episodi (2011)
- Perception - serie TV, episodio 3x12 (2015)
- NCIS: Los Angeles - serie TV, episodio 6x19 (2015)
- Supergirl - serie TV, episodio 1x08 (2015)
- Angie Tribeca - serie TV, episodio 1x07 (2016)
- Transparent - serie TV, 2 episodi (2016)
- Grey's Anatomy - serie TV, episodio 16x08 (2019)

## Doppiatori italiani
Nelle versioni in italiano delle opere in cui ha recitato, Aaron Lustig è stato doppiato da:
- Oliviero Dinelli in Bad Pinocchio, Cold Case - Delitti irrisolti, Desperate Housewives
- Mino Caprio in Criminal Minds, The Rum Diary - Cronache di una passione
- Mauro Magliozzi in Detective Monk, Major Crimes
- Vittorio Guerrieri in Ghostbusters II - Acchiappafantasmi II
- Luca Dal Fabbro in L'Uomo Ombra
- Giovanni Petrucci in A proposito di donne
- Guido Cerniglia in Star Trek: Voyager
- Cesare Barbetti in Gun Shy - Un revolver in analisi
- Maurizio Fiorentini in Beautiful (1ª voce)
- Vittorio De Angelis in Beautiful (2ª voce)
- Pasquale Anselmo in Star Trek: Enterprises
- Danilo Bruni in Nip/Tuck
- Nicola Braile in NCIS - Unità anticrimine
- Raffaele Palmieri in Chuck
- Antonio Palumbo in Thank You for Smoking
- Carlo Scipioni in Perception
- Gerolamo Alchieri in NCIS: Los Angeles
- Mario Scarabelli in Transparent
- Enzo Avolio in Grey's Anatomy
- Ambrogio Colombo in Trafficanti